# Karosa D 4

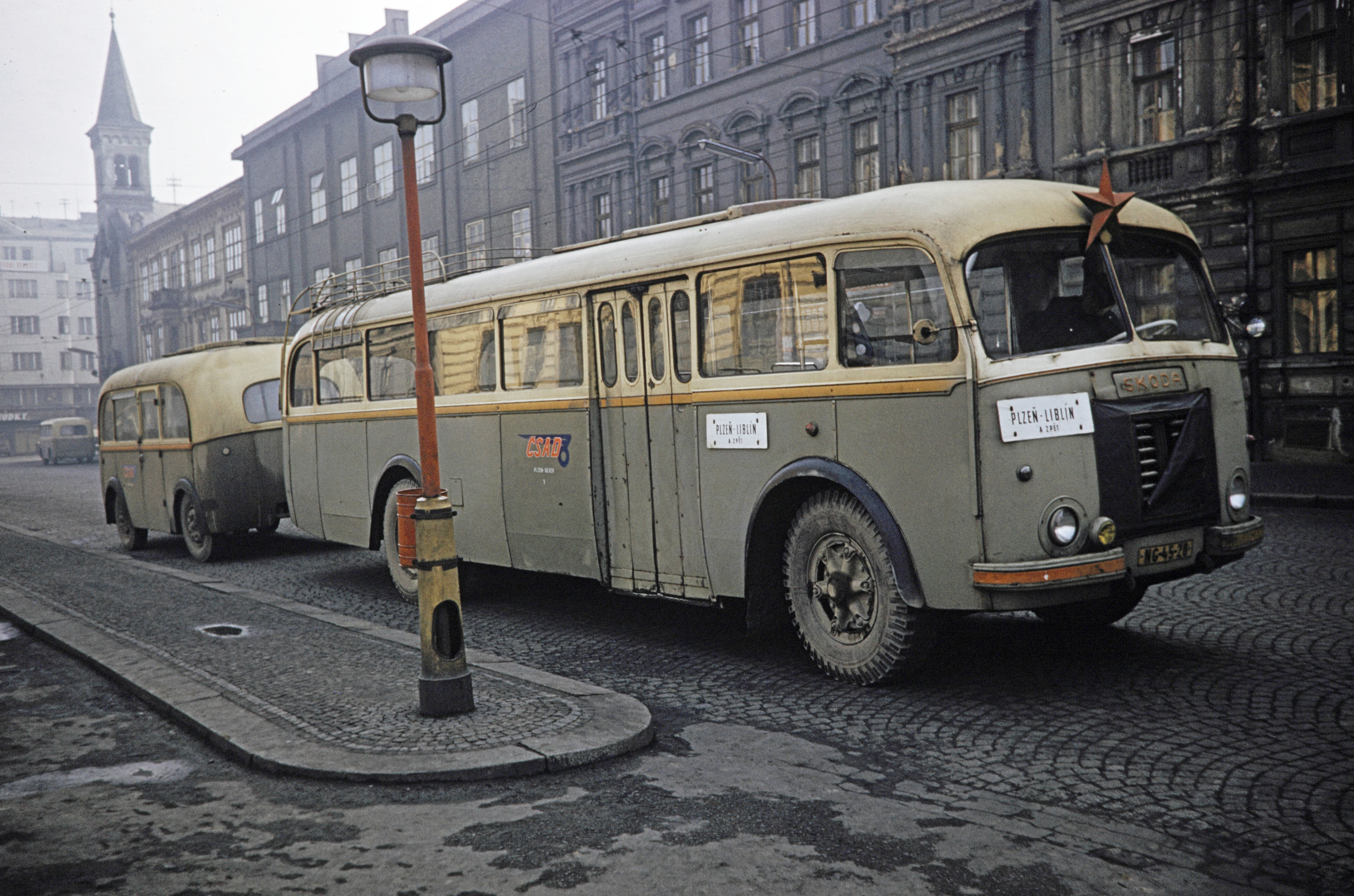
Autobus Škoda 706 RO s přívěsem Karosa D 4 v Plzni (1960)

Karosa D 4 je autobusový přívěs, který byl na přelomu 40. a 50. let 20. století vyráběn národním podnikem Karosa Vysoké Mýto.

## Konstrukce
Karosa D 4 je dvounápravový autobusový vlečný vůz (přívěs). Jeho samonosná karoserie byla celokovová, vyrobená z lisovaných, vzájemné svařených ocelových profilů. Jako výplň mezi nimi posloužily dřevěné desky, které usnadnily montáž vnitřního sololitového obložení. Exteriér vozu byl oplechován. Nápravy přívěsu byly zavěšeny na nosníky spodního roštu karoserie. Přední náprava byla řiditelná. V interiéru byly čalouněné sedačky umístěny podélně, v čelech se pak nacházela jedna sedačka po směru (zadní čelo) nebo proti směru jízdy (přední čelo). Vstup a výstup cestujících zajišťovaly jedny mechanické, tzv. bouchací (ovládané ručně klikou) dveře, umístěné přibližně uprostřed délky vozu.

## Výroba a provoz
Přívěs D 4 byly vyráběn v letech 1949 až 1952 (podle jiných pramenů již od roku 1946). Byly používány po celém bývalém Československu. V některých městech (Pardubice, Plzeň, České Budějovice, Opava a další) byly tyto přívěsy zapřahovány též za trolejbusy. Vzhledem k bezproblémovému provozu byly poslední vleky D 4 vyřazovány až v polovině 70. let 20. století.

## Historické vozy
- Brno (ve sbírce Technického muzea plzeňský vůz ev. č. 56)
- Plzeň (ČSAD Autobusy Plzeň)[3]